# Nahum Tate
Nahum Tate (ur. 1652 w Dublinie, zm. 30 lipca 1715 w Londynie) – angielski poeta-laureat i dramatopisarz pochodzenia irlandzkiego.
Urodzony w Dublinie. Szczególnie znany z licznych hymnów (jeden z nich to słowa popularnej angielskiej kolędy As Shepherds Watched Their Flocks at Night). Był też autorem libretta do opery Henry'ego Purcella Dydona i Eneasz (1689). Współpracował z Johnem Drydenem podczas pisania drugiej części utworu tego ostatniego, Absalom i Achitophel.
Część utworów Tate'a nie cieszy się jednak tak dobrą jak powyższe sławą - napisał on np. "od nowa" kilka sztuk Shakespeare'a, m.in. opatrując Króla Leara szczęśliwym zakończeniem. Przetłumaczył też w formie tradycyjnych w angielskiej poezji dwuwierszy (heroic couplets) z łaciny poemat Girolamo Fracastoro Syphilis sive Morbus Gallicus na temat syfilisu.
W 1692 roku otrzymał stanowisko nadwornego poety rodziny królewskiej (Poet Laureate).